# Convento di Santa Maria degli Angeli (Cassano delle Murge)

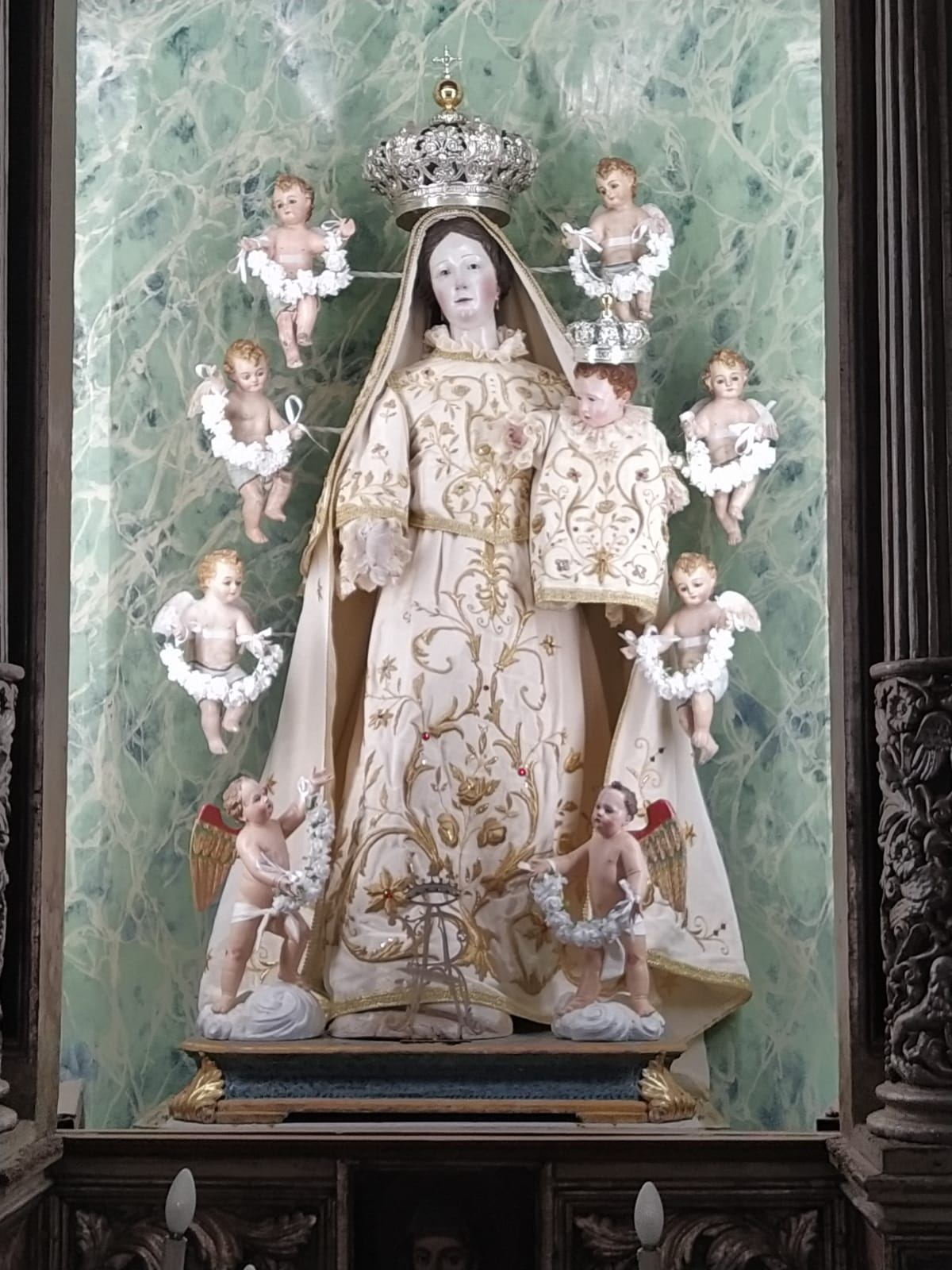
Effigie lignea della Vergine degli Angeli venerata nel Santuario di Cassano Murge

Il Convento di Maria Santissima degli Angeli è una chiesa cattolica che si trova nel comune di Cassano delle Murge in provincia di Bari a circa 1 Km dal centro abitato.

## Storia
Il primo nucleo del luogo di culto venne costruito intorno al 1250 su una grotta, a seguito di una visione che apparve ad un sacerdote, rimasto anonimo, l’immagine della Madonna degli Angeli affrescata su una roccia. L’immagine sacra era stata realizzata da monaci basiliani fuggiti dall’Oriente probabilmente a seguito delle persecuzioni iconoclastiche intorno al 717 – 721 attuate da Leone III.  
La scoperta aveva subito fatto accorrere sul colle non soltanto la popolazione cassanese ma anche una grande massa di pellegrini da ogni dove provenienti. Fu eretta una chiesetta e alcune cellette che ospitarono i primi assistenti del luogo sacro: i Francescani Minori dell'Osservanza. Nel 1598 furono sostituiti dagli Alcantarini. 
Solo con la Bolla di Papa Paolo II del 29 maggio del 1469 si autorizzò la costruzione dell’attuale convento, grazie alle donazioni dei cassanesi Bartolomeo Cimbrone e il sacerdote Don Domenico De Consulibus e le elargizioni del feudatario di Cassano, Giulio Antonio Orsini-Acquaviva, Duca d'Atri.
Col tempo la grotta fu man mano abbandonata, fino a diventare cisterna d'acqua, dimenticandosi dell'esistenza dell'affresco ivi riprodotto, tanto da far credere ad una storia immaginaria e di favola. Il simulacro della "Madonna degli Angeli", che all'epoca si venerava, era costituito da una piccola statua di legno, oggi posta in cima all'Altare del Crocifisso. La nuova statua, tuttora venerata, fu realizzata nel 1829, scendendo dal colle per la prima processione in paese del 2 agosto 1830, dietro permesso di S.E. l'Arcivescovo Mons. Michele Basilio Clary e dell'allora Sindaco Avv. Domenico Angelo Miani. Successivamente, la processione in paese fu definitivamente autorizzata con Bolla Arcivescovile del 16 ottobre 1830. 
Il secondo ritrovamento della Sacra Immagine avvenne il 19 maggio 1855 dopo che la Vergine degli Angeli era apparsa in sogno a due donne e ad un altro sacerdote, tutti e tre cassanesi. Il ritrovamento fu effettuato da padre Domenico da Cassano e fra Michele da Bari, guidati da Padre Daniele da Valenzano, ministro provinciale dei frati minori riformati di san Nicola di Bari. L'evento fu festeggiato il giorno dopo, domenica 20 maggio, con corteo guidato dall'Arciprete don Raffaele Turitto, col Primicerio don Giovanni Gentile e il Capitolo di 16 sacerdoti, che offrirono alla Madonna la corona d'argento.
In ricordo del secondo ritrovamento, ogni terza domenica di Maggio si festeggia la cosiddetta Madonn de basce (la "Madonna di giù", ad indicare la grotta). Il quadro riproducente l'immagine della Madonna della Grotta viene portato in processione dalla chiesetta di San Giuseppe al Convento.
Nel 1866, a seguito dell'espropriazione dei beni ecclesiastici da parte dello Stato e l'oppressione di tutti gli ordini religiosi, il complesso conventuale divenne bene demaniale e patrimonio del Comune di Cassano delle Murge.
Il 21 luglio 1935 i Padri Agostiniani entrarono a condurre il Convento ridando vita e luce all'antico Santuario. 
Da novembre 2022 il santuario non è più affidato ai Padri Agostiniani a causa del drastico calo delle vocazioni alla vita religiosa e l'invecchiamento dei confratelli dell'ordine. 
I solenni festeggiamenti in onore della Regina degli Angeli si svolgono ogni anno nei giorni 1,2,3,4 agosto.

## Esterno del Santuario
La facciata settecentesca, cuspidata, è aperta al centro da una finestra centinata. Il portale è sormontato da un arco a sesto acuto nella cui lunetta è collocato un bassorilievo della Vergine degli Angeli.

## Interno del Santuario
La navata centrale è come un corridoio (23 m x 5 m) con volta a botte e pareti nude. In fondo vi è il presbiterio con l'altare e la nicchia della Madonna degli Angeli.
La navata laterale (10m x 3m) con volta bassa e archi. Sullo sfondo il presepe artistico realizzato tra la fine del 1400 e l'inizio del 1500 da Paolo da Cassano. Sul lato sinistro della navata laterale vi sono gli altari dedicati a Santa Rita da Cascia e a Sant'Agostino. 

Il Cappellone del Crocifisso è un vano quadrato (9 m x 8m) formato da 4 arconi con cornicione su cui è impostata la volta a padiglione. Esso contiene il crocifisso ligneo del XIV - XV secolo; l'artistico tabernacolo ligneo intagliato, opera di Fra Giuseppe da Soleto, della prima metà del XVII secolo; la tela di sant'Antonio da Padova, opera di Fra Francesco da Martina Franca, dei primi decenni del 1600; e la Tela dell'Immacolata, opera di Fra Francesco da Martina Franca con la collaborazione di Fra Giacomo da San Vito dei Normanni.

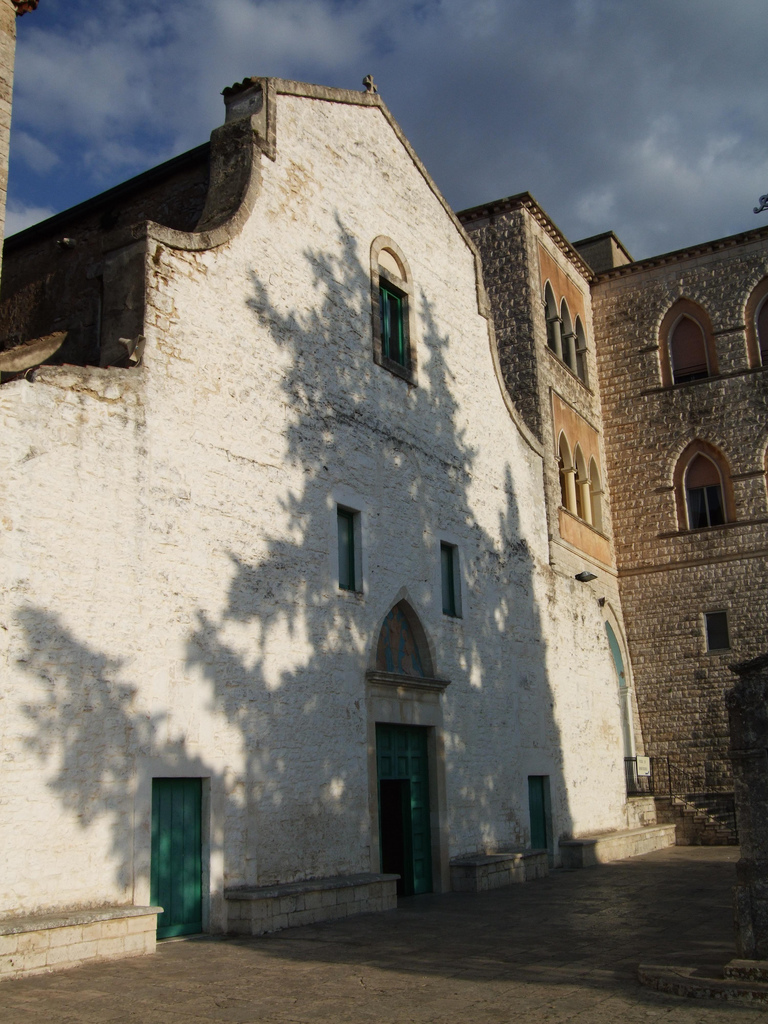
Convento di Maria Santissima degli Angeli